# Hollywood (Album)
Hollywood ist das zweite Soloalbum des deutschen Rappers Bonez MC. Es erschien am 11. September 2020 über das zur Universal Music Group gehörende Label Vertigo Berlin als Standard-Edition und als Boxset, inklusive u. a. T-Shirt, Fotobuch und Zombie-Maske.

## Produktion
Das Album wurde komplett vom Musikproduzenten-Team The Cratez als Executive Producer produziert (13 Songs). Der Produzent The Royals co-produzierte drei Lieder. An der Produktion der Tracks Wild Wild West und Tilidin weg waren zudem Syrix bzw. Damini Ogulu und Kelvin Peters beteiligt.
Die Komposition zu Tilidin weg beinhaltet ein Sample des Liedes Killin Dem der Dancehall-Musiker Burna Boy und Zlatan aus dem Jahr 2018.

## Covergestaltung
Das Albumcover zeigt das Gesicht des Interpreten in Schwarz-weiß, der dem Betrachter in die Augen blickt und lächelt. An einigen Stellen wird das ursprüngliche Porträt von darübergelegten blauen und rosafarbenen Papierstücken verdeckt, die das Gesicht an den betreffenden Stellen ähnlich dem eines Zombies bzw. Skeletts wirken lassen. Oben rechts ist eine Spritze, unten links der Aufdruck Zombie Life zu sehen. Der Albumtitel Hollywood befindet sich mittig unten.

## Gastbeiträge
Auf fünf Liedern des Albums sind neben Bonez MC weitere Künstler vertreten. So haben die 187 Strassenbande-Mitglieder Gzuz, Maxwell, LX und Sa4 einen Gastauftritt im Song 187 Gang, während Gzuz und Maxwell zusätzlich noch in den Liedern Grabstein bzw. Ihr Hobby zu hören sind. Der jamaikanische Reggae-Musiker Jahmiel ist auf Wild Wild West zu hören, des Weiteren ist Big Body Benz eine Zusammenarbeit mit dem jamaikanischen Dancehall-Künstler Masicka. 1

## Titelliste
| #  | Titel                 | Gastmusiker             | Produzent(en)                                       | Länge |
| -- | --------------------- | ----------------------- | --------------------------------------------------- | ----- |
| 1  | Handschuhfach         |                         | The Cratez                                          | 2:52  |
| 2  | Wild Wild West        | Jahmiel                 | Syrix, The Cratez                                   | 2:31  |
| 3  | Roadrunner            |                         | The Cratez                                          | 2:29  |
| 4  | Gierig                |                         | The Cratez                                          | 2:42  |
| 5  | Panik                 |                         | The Cratez                                          | 2:31  |
| 6  | Tilidin weg           |                         | Damini Ogulu, Kelvin Peters, The Cratez, The Royals | 3:01  |
| 7  | Big Body Benz         | Masicka 1               | The Cratez                                          | 3:30  |
| 8  | Ihr Hobby             | Maxwell                 | The Cratez, The Royals                              | 3:05  |
| 9  | Fuckst mich nur ab    |                         | The Cratez, The Royals                              | 3:03  |
| 10 | Grabstein             | Gzuz                    | The Cratez                                          | 2:32  |
| 11 | Aww Johnny            |                         | The Cratez                                          | 0:53  |
| 12 | 187 Gang              | Gzuz, Maxwell, LX & Sa4 | The Cratez                                          | 5:22  |
| 13 | Papa ist in Hollywood |                         | The Cratez                                          | 2:32  |

## Chartplatzierungen und Singles
Hollywood stieg am 18. September 2020 auf Platz eins in die deutschen Albumcharts ein und hielt sich 57 Wochen in den Top 100. Am 20. September 2020 erreichte das Album ebenfalls Platz eins in der Schweizer Hitparade. Für Bonez MC ist es insgesamt das dritte Nummer-eins-Album in den Schweizer Albumcharts, als Solokünstler jedoch das erste. Am 25. September 2020 erreichte Hollywood auch in den Ö3 Austria Top 40 die Spitzenposition, was das zweite Nummer-eins-Album für Bonez MC in Österreich bedeutete. Des Weiteren konnte sich das Album ebenfalls an der Chartspitze der deutschen deutschsprachigen Albumcharts sowie an der Chartspitze der deutschen Hip-Hop-Charts platzieren. Für Bonez MC ist dies in Deutschland sowohl in den Album Top 100 als auch in den deutschsprachigen Albumcharts der vierte Nummer-eins-Erfolg. Hollywood ist zudem sein erstes Soloalbum, das die Chartspitze erreichte, zuvor erreichte er mit drei Kollaboalben die Spitze der Hitliste.
In den deutschen Album-Jahrescharts 2020 belegte der Tonträger Platz zehn, in Österreich Rang acht und in der Schweiz Rang 29. Auch in den Jahreshitparaden 2021 konnte sich das Album auf Platz 70 in Deutschland und 24 in Österreich platzieren.
| ChartsChartplatzierungen | Höchstplatzierung | Wochen |
| ------------------------ | ----------------- | ------ |
| Deutschland (GfK)        | 1 (57 Wo.)        | 57     |
| Österreich (Ö3)          | 1 (81 Wo.)        | 81     |
| Schweiz (IFPI)           | 1 (33 Wo.)        | 33     |

| ChartsJahrescharts (2020) | Platzierung |
| ------------------------- | ----------- |
| Deutschland (GfK)         | 10          |
| Österreich (Ö3)           | 8           |
| Schweiz (IFPI)            | 29          |

| ChartsJahrescharts (2021) | Platzierung |
| ------------------------- | ----------- |
| Deutschland (GfK)         | 70          |
| Österreich (Ö3)           | 24          |

Die erste Single Roadrunner wurde am 22. Mai 2020 zum Download ausgekoppelt und stieg in Deutschland und Österreich auf der Spitzenposition der Charts ein. In der Schweiz chartete der Song auf Rang zwei. Mit Roadrunner erreichte Bonez MC erstmals mit einem Sololied Platz eins der deutschen Singlecharts. Am 19. Juni wurde der Song Big Body Benz 1 veröffentlicht, der ebenfalls die Spitzenposition der deutschen und österreichischen Charts sowie Rang zwei der Schweizer Hitparade belegte. Die dritte Auskopplung Tilidin weg erschien am 31. Juli und stieg in Deutschland auf Rang drei, in Österreich auf zwei und in der Schweiz auf Platz fünf in die Charts ein. Eine Woche vor Albumveröffentlichung folgte die letzte Single Fuckst mich nur ab, mit der Bonez MC in Deutschland das vierte Mal im Jahr 2020 Rang eins der Singlecharts erreichte. Das Lied erreichte in Österreich und der Schweiz Position zwei bzw. vier der Hitparade.
Zu allen Auskopplungen wurden auch Musikvideos veröffentlicht.
Nach Erscheinen des Albums konnten sich zudem die Lieder Ihr Hobby (feat. Maxwell), Papa ist in Hollywood sowie 187 Gang (feat. Gzuz, Maxwell, LX und Sa4) aufgrund von Streaming und Downloads in Deutschland, Österreich und der Schweiz in den Singlecharts platzieren. Darüber hinaus platzierten sich am 2. Oktober 2020 die Titel Grabstein (#5), Wild Wild West (#6), Handschuhfach (#10) und Panik (#11) in den deutschen Single-Trend-Charts, womit sie nur knapp die offiziellen Top 100 der Singlecharts verfehlten.
Im Dezember 2020 wurde die Single Roadrunner in Deutschland mit einer Goldenen Schallplatte für mehr als 200.000 Verkäufe ausgezeichnet, im März 2021 folgte die Single Big Body Benz, im September desselben Jahres Fuckst mich nur ab sowie im März 2022 Tilidin weg. Zudem wurden im Januar 2021 die Singles Roadrunner, Big Body Benz, Tilidin weg und Fuckst mich nur ab jeweils mit einer Goldenen Schallplatte für über 15.000 verkaufte Einheiten in Österreich ausgezeichnet.

## Verkaufszahlen und Auszeichnungen
In Deutschland erhielt das Album für mehr als 100.000 verkaufte Einheiten im Jahr 2021 eine Goldene Schallplatte.

| Land/Region        | Auszeichnungen für Musikverkäufe (Land/Region, Auszeichnung, Verkäufe) | Verkäufe |
| ------------------ | ---------------------------------------------------------------------- | -------- |
| Deutschland (BVMI) | Gold                                                                   | 100.000  |
| Insgesamt          | 1× Gold ·                                                              | 100.000  |

## Rezeption
| Professionelle Bewertungen | Professionelle Bewertungen |
| -------------------------- | -------------------------- |
| Kritiken                   |                            |
| Quelle                     | Bewertung                  |
| laut.de                    | [ 18 ]                     |

Auf dem deutschsprachigen Online-Magazin laut.de erhielt Hollywood zwei von möglichen fünf Punkten. Der Rezensent Frieder Haag meint, was die Vorgängerprojekte von Bonez MC wie High & hungrig und Palmen aus Plastik „so unterhaltsam machte, geht Hollywood in weiten Teilen ab.“ Bonez MC könne „sich nicht zwischen Rap und Dancehall entscheiden“ und wüsste nicht, „ob er das alles jetzt ernst meint oder nicht.“ Positiv hervorgehoben wird der Beginn des Albums mit Wild Wild West und Roadruner, jedoch würde das Album „danach seinen blassrosa Faden verlieren“ und Bonez MC „sich selbst mehr und mehr im Weg stehen“. Als kreatives Highlight wird Aww Johnny bezeichnet, hier zeige der Rapper „jenen Witz, der ihm sonst auf Hollywood abgeht.“
Bei den Hiphop.de Awards 2020 erreichte Bonez MC mit Hollywood in der Kategorie „Bestes Album National“ den zweiten Platz und musste sich nur Rich Rich von Ufo361 geschlagen geben, gewann jedoch in der Kategorie „Bestes Video National“ mit dem Musikvideo zur Single Tilidin weg.